# 烏爾滕恩-申比爾

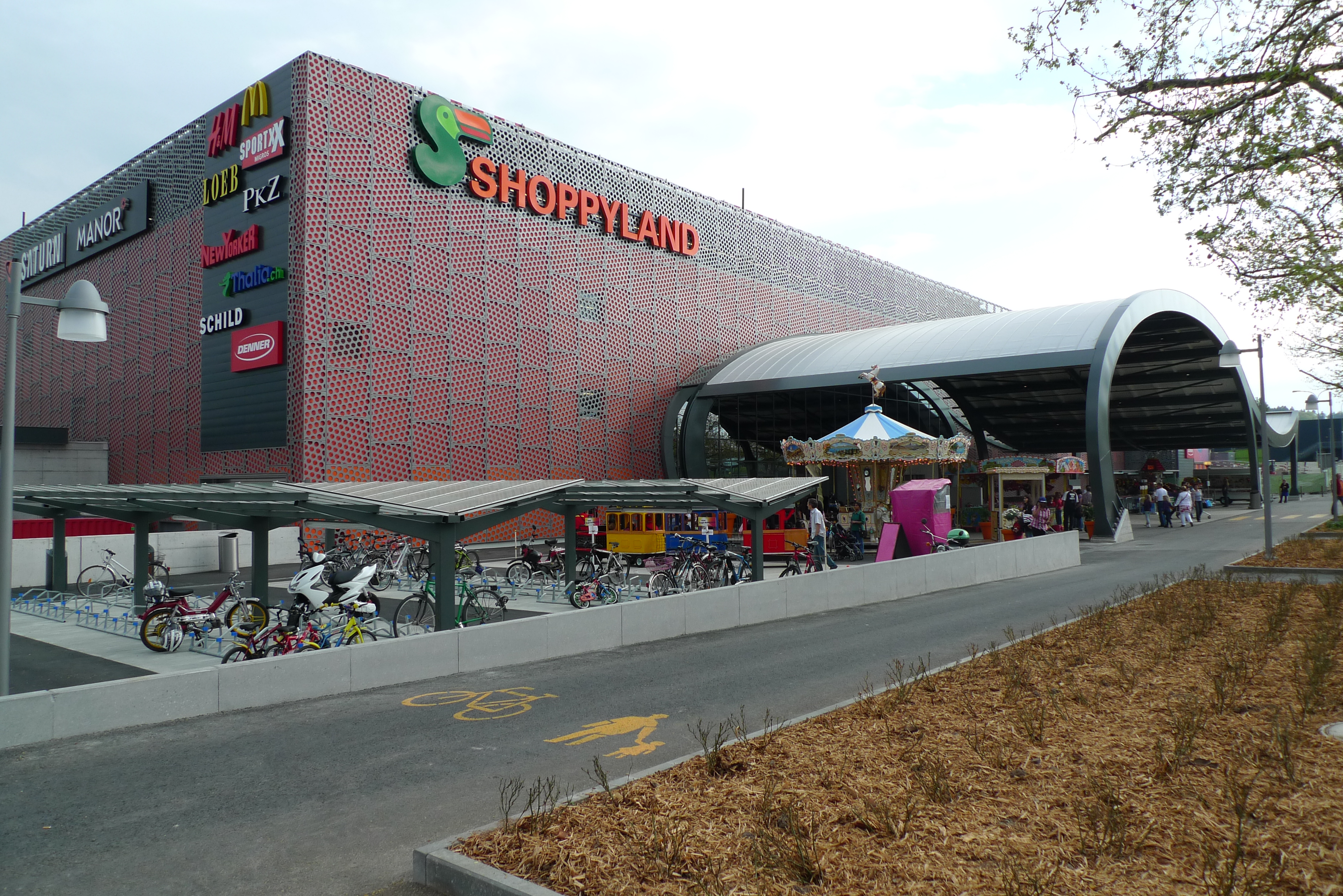

烏爾滕恩-申比爾（德语：Urtenen-Schönbühl）是瑞士的城鎮，位於該國中西部，由伯恩州負責管轄，面積7.18平方公里，海拔高度525米，2011年人口5,741，六成人口信奉基督教，人口密度每平方公里800人。